# Fusil Hawken
El Hawken era un fusil de avancarga estadounidense construido por los hermanos Hawken y empleado en las praderas y las Montañas Rocosas durante el inicio de la colonización del Oeste. Su nombre se volvió sinónimo de "fusil de las llanuras", fusil para búfalos y fusil del trampero. Desarrollado en la década de 1820, fue eventualmente reemplazado por los fusiles de retrocarga (como el Sharps) y de palanca que se popularizaron después de la Guerra de Secesión.
El "fusil de las llanuras" Hawken era fabricado por Jacob y Samuel Hawken en su armería de Saint Louis, Misuri, que la administraron desde 1815 hasta 1858. Su armería continuó activa y vendiendo fusiles con el nombre "Hawken" con los posteriores propietarios William S. Hawken, William L. Watt y J. P. Gemmer, hasta que Gemmer cerró el negocio y se jubiló en 1915.
Samuel y Jacob aprendieron el oficio de armero de parte de su padre en la costa este. Ellos se mudaron al oeste y abrieron un negocio en Saint Louis, al iniciarse el comercio de pieles en las Montañas Rocosas. Los hermanos alcanzaron la fama gracias al "fusil de las llanuras" producido en su armería. Ellos produjeron lo que sus clientes necesitaban en el oeste, un fusil de calidad, lo suficientemente ligero para ser transportado todo el tiempo y que fuese capaz de abatir grandes presas a largo alcance. Ellos llamaban a sus armas "fusiles de las Montañas Rocosas", siendo un reflejo de sus clientes: tramperos, comerciantes y exploradores.

## Historia
El primer registro conocido de un fusil Hawken data de 1823, cuando se hizo uno para William Henry Ashley. Los hermanos Hawken no producían en serie sus fusiles, sino que los hacían artesanalmente, uno a la vez. Se dice que varios hombres de las montañas famosos tuvieron fusiles Hawken, incluyendo a Jim Bridger, Kit Carson, Orrin Porter Rockwell, Joseph Meek, Jedediah Strong Smith y Theodore Roosevelt.
Los fusiles Hawken tienen la reputación de ser precisos a largo alcance.
La Hawken Rifle Company fue vendida en 1862 y el último fusil hecho por un Hawken se construyó en 1884. A pesar de ser popular entre los hombres de la montaña y los cazadores de la época del comercio de pieles, hasta mediados del siglo XIX, los fusiles de avancarga fueron generalmente reemplazados por fusiles de retrocarga fabricados en serie, tales como el Sharps y el Winchester.

## Diseño
Los fusiles Hawken por lo general son más cortos y de mayor calibre que los primigenios "fusiles de Kentucky", de los que descienden. El estilo de los fusiles es el mismo del Harpers Ferry Modelo 1803, un fusil de culata corta (aunque también se fabricaron con culata entera), con las mismas líneas del fusil de Kentucky. El estilo del "fusil de las llanuras pasaría a ser el de los fusiles de cacería estadounidenses durante la década de 1840.
Sus "fusiles de las Montañas Rocosas" eran usualmente de calibre 12,7 mm (.50) o 13,46 mm (.53), habiendo algunos de 17,27 mm. En promedio pesaban 4,76 kg (10,5 libras), aunque existen fusiles de 6,80 kg (15 libras). Los cañones tenían longitudes variables (se describen los de 838,20 mm y 914,40 mm (33 y 36 pulgadas)), con el exterior de forma octogonal y hechos de hierro dulce, que reducía la acumulación de suciedad en el ánima. Las culatas de nogal o arce tienen una carrillera curvada, que generalmente se parece a una cola de castor y es llamada así. Suelen tener dos gatillos; el gatillo posterior es uno "de armado". Cuando se tira del gatillo posterior, el martillo no cae, sino que "arma" al gatillo anterior y lo transforma en uno "suave", que se acciona con un ligero toque. Cuando el gatillo anterior es utilizado sin accionar el gatillo "de armado" posterior, precisa ser accionado con fuerza. El punto de mira es de tipo "cuchilla". Al contrario de muchas reproducciones modernas, la cantonera y otros accesorios metálicos no estaban hechos de bronce, sino de hierro.
La película de 1972 Las aventuras de Jeremiah Johnson, protagonizada por Robert Redford como un hombre de las montañas que usó este fusil, contribuyó al interés general en las réplicas y a un incremento de la popularidad de las armas de avancarga entre los cazadores modernos.